# Хиршберги
Хиршбергите (на немски: Hirschberger) са средновековен благороднически род, който съществува до началото на 17 век. Тяхното главно място е замък Хиршбург в горите над Лойтерсхаузен, днес част от общината Хиршберг на Бергщрасе в северозападен Баден-Вюртемберг, Германия.
Името произлиза от старата немска дума за елен (Hirsch – hiruz, hirez или hirz). През Средновековието има и друг род с името Хиршберги в Байлнгриз в долината на Алтмюл, Бавария. Двете фамилии нямат връзка по между си.
Граф Гебхард III фон Долнщайн и Гьоглинг се нарича през 1205 г. „фон Хиршберг“ на името на селището Хиршберг, където построява двореца Хиршберг.
За пръв път родът е споменат през 1142 г. в документ в Лоршкия кодекс (Codex Laureshamensis). Ръководител на фамилията тогава е Конрад I фон Хирцберг, който умира вероятно през 1165 г. През 1142 г. му се дава „Liuthereshusen“, днешният Лойтерсхаузен, до манастир Лорш. Той построява в горите над Лойтерсхаузен замъка Хиршбург. Неговият син Конрад II фон Хирцберг го последва на замъка Хиршбург. Вторият му син Хайнрих I основава новата линия на Щраленбергите или „Щраленберг“. Внукът му Конрад I Щраленберг построява през 1235 г. замъка Щраленбург, и малко след това новия град Шрисхайм.
Родът на Хиршбергите измира през началото на 14 век с Хайнрих III, който е споменат за последен път през 1300 г. Остатъкът от рода (Dienstmannen) на Хиршбергите измира на 21 август 1611 г. с Йохан Лудвиг.

## Гербове
- Герб на Хиршбергите на еванкгелийската църква Хиршберг-Лойтерсхаузен
- Герб на Арнолт фон Хиршберг от 1471
- Герб на Фридрих фон Хиршберг от 1451 или 1508